# Militärflugplatz Sintra

i7
i11
i13
Der Militärflugplatz Sintra (port.: Base Aérea de Sintra) ist ein Militärflugplatz der portugiesischen Luftstreitkräfte Força Aérea Portuguesa (FAP), die ihn offiziell als Base Aérea Nº1 (BA1) führt. Die Basis liegt bei der Granja do Marquês im Nordosten Sintras im Nordwesten der Região de Lisboa.
Hier befindet sich auch das Museum der Luftstreitkräfte, das Museu do Ar.

## Geschichte
Die 1914 in Vila Nova da Rainha eröffnete Escola de Aeronáutica Militar der portugiesischen Armee wurde 1920 nach Granja do Marquês verlegt. Der neue Flugplatz beherbergte die Schule bis 1939, als im Zuge einer Umorganisation der portugiesischen Militärfliegerei der Standort die noch heute verwendete Bezeichnung Base Aérea Nº 1 erhielt. In den sich anschließenden Jahren war Sintra zünachst auch Basis von Erdkampfflugzeugen des Typs Breda Ba.65 und zu Bombern umgerüsteten Junkers Ju 52/3m.
Später wurde der Standort erneut Basis von Schulflugzeugen. Hier wurden u. a. Trainer der Typen de Havilland Tiger Moth, North American T-6 und Cessna T-37 geflogen. Die hier stationierten Staffeln waren von 1964 bis 1977 die Esquadra 102 und von 1989 bis 1993 die Esquadra 101.
Zwischen 1966 und 2009 lagen hier auch Transportflieger, seit 1966 im Dienst der Esquadra 401. Die 401. Staffel nutzte seit 1975 die CASA C-212 und verlegte 2009 auf die Basis Nr. 6 in Montijo.
Im Vorfeld der Etablierung des europäischen Multinational Helicopter Training Centre (MHTC) verlegte die 101. Staffel, die ab 2009 erneut in Sintra stationiert war, mit ihren TB 30 Schulflugzeugen im Jahr 2020 auf die Basis Nr. 11 in Beja.
Internationale Hubschrauberübungen der "Blade"-Reihe fanden bereits in den Jahren zuvor, seinerzeit organisiert durch die Europäische Verteidigungsagentur (EVA, engl. EDA), in Sintra statt. Die 2023er Ausgabe der Übung, "Hot Blade 2023", war die sechste, die in Portugal stattfand, und gleichzeitig die letzte unter der Ägide der EDA.
Die permanente Infrastruktur des MHTC wurde ab 2020 errichtet. Das Trainingszentrum unter portugiesischer Leitung wurde offiziell am 28. November 2023 aufgestellt.

## Heutige Nutzung
Hier sind heute Schulflugzeuge im Dienst der 802. Staffel als Teil der Academia da Força Aérea stationiert. Daneben befindet sich hier auch das Museum der Luftstreitkräfte, im Luftfahrtmuseum Museu do Ar.
Seit 2022 ist Sintra zusätzlich Standort des europäischen Multinational Helicopter Training Centre (MHTC). Ihm obliegt ab 2024 neben Schulungen auch die Organisation der zuvor seit 2009 durch die EDA durchgeführten "Blade"-Manöver.